# Kabinett Craxi II
Das Kabinett Craxi II regierte Italien vom 1. August 1986 bis zum 17. April 1987. Die Regierung von  Ministerpräsident Bettino Craxi stützte sich wie das zuvor amtierende Kabinett Craxi I auf eine Fünf-Parteien-Koalition (Pentapartito) bestehend aus Christdemokraten  (DC),  Sozialisten (PSI), Sozialdemokraten (PSDI), Republikanern (PRI) und Liberalen (PLI). Etliche Ministerämter blieben unverändert.

## Kabinettsliste

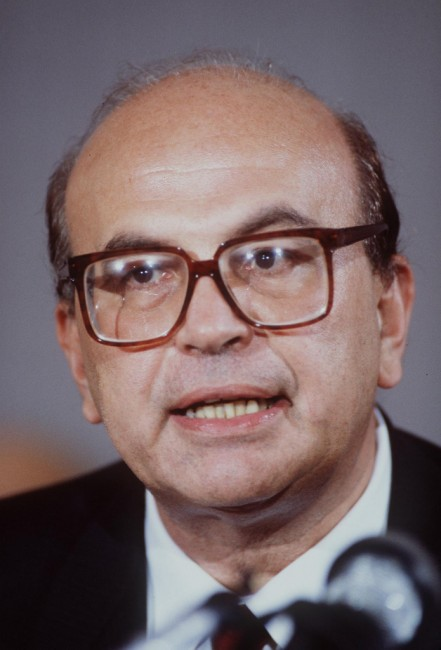
Bettino Craxi

| Ministerien                         | Name                   | Partei |
| ----------------------------------- | ---------------------- | ------ |
| Ministerpräsident                   | Bettino Craxi          | PSI    |
| Stellvertretender Ministerpräsident | Arnaldo Forlani        | DC     |
| Äußeres                             | Giulio Andreotti       | DC     |
| Inneres                             | Oscar Luigi Scalfaro   | DC     |
| Justiz                              | Virginio Rognoni       | DC     |
| Verteidigung                        | Giovanni Spadolini     | PRI    |
| Haushalt                            | Pier Luigi Romita      | PSDI   |
| Finanzen                            | Bruno Visentini        | PRI    |
| Schatz                              | Giovanni Goria         | DC     |
| Staatsbeteiligungen                 | Clelio Darida          | DC     |
| Landwirtschaft                      | Filippo Maria Pandolfi | DC     |
| Öffentliche Arbeiten                | Franco Nicolazzi       | PSDI   |
| Verkehr                             | Claudio Signorile      | PSI    |
| Handelsmarine                       | Costante Degan         | DC     |
| Industrie                           | Valerio Zanone         | PLI    |
| Außenhandel                         | Rino Formica           | PSI    |
| Post                                | Antonio Gava           | DC     |
| Gesundheit                          | Carlo Donat-Cattin     | DC     |
| Arbeit und Soziales                 | Gianni De Michelis     | PSI    |
| Kulturgüter                         | Antonio Gullotti       | DC     |
| Bildung                             | Franca Falcucci        | DC     |
| Tourismus und Veranstaltungen       | Nicola Capria          | PSI    |
| Umwelt                              | Francesco De Lorenzo   | PLI    |
| Minister ohne Geschäftsbereich      | Name                   | Partei |
| Regionen                            | Carlo Vizzini          | PSDI   |
| Forschung                           | Luigi Granelli         | DC     |
| Europapolitik                       | Fabio Fabbri           | PSI    |
| Zivilschutz                         | Giuseppe Zamberletti   | DC     |
| Verwaltung                          | Remo Gaspari           | DC     |
| Süditalien                          | Salverino De Vito      | DC     |
| Beziehungen zum Parlament           | Oscar Mammì            | PRI    |